# Killiney
Killiney (Cill Iníon Léinín en irlandais) est une petite ville de l'agglomération de Dublin située entre Dún Laoghaire et Bray. C'est une ville très résidentielle desservie par le DART.
Bono, chanteur du groupe U2, ainsi qu'Eddie Irvine ou Enya possèdent une villa à Killiney.
C'est un quartier où l'on trouve aussi de nombreuses résidences d'ambassades.